# The Lord of the Rings Online: Riders of Rohan
The Lord of the Rings Online: Riders of Rohan é a quarta expansão de The Lord of the Rings Online: Shadows of Angmar. Foi lançado em 15 de outubro de 2012, via download.
As melhorias no jogo incluem o aumento do nível máximo dos jogadores para 85 e 6 novas áreas. Mas a principal característica foi a introdução dos combates montados. 

## Novas Zonas
A expansão Riders of Rohan tem 6 novas regiões, que fazem parte de Eastemnet: The Wold, The East Wall, The Norcrofts, The Sutcrofts, The Entwash Vale, e The Eaves of Fangorn. Os jogadores começam as aventuras em Rohan ao viajar do sul do Grande Rio (Anduin) em direção a Wold. A jornada continua por toda a região de East Emnet, até chegar na área de Sutcrofts.

## Trilha Sonora
O compositor Chance Thomas contribuiu com várias faixas para Riders of Rohan. A Turbine lançou a trilha sonora da expansão para compra separadamente. Além disso, as trilhas sonoras de Shadows of Angmare Mines of Moria também foram disponibilizadas para compra.